# Cyphomyrmex daguerrei
Cyphomyrmex daguerrei é uma espécie de inseto do gênero Cyphomyrmex, pertencente à família Formicidae.